# North American F-86 Sabre
North American F-86 Sabre також відомий як Sabrejet — американський дозвуковий реактивний фронтовий винищувач, перехоплювач (з БРЛС), винищувач-бомбардувальник та літак-розвідник. Вироблявся компанією North American Aviation і став добре відомий як перший американський винищувач зі стрілоподібним крилом. Став одним із символів Корейської війни, де протистояв у перших масових повітряних баталіях реактивних літаків радянському аналогу МіГ-15. Незважаючи на те, що Sabre був розроблений наприкінці 1940-х років і вже до кінця 1950-х застарів, цей літак виявився придатним до модернізації та експлуатувався у ряді країн до кінця XX століття. Зокрема, був на озброєнні у всіх країнах НАТО (окрім Ісландії та Люксембургу). По ліцензії вироблявся у Канаді, Австралії, Італії та Японії. Останні винищувачі цієї моделі були зняті з озброєння ВПС Болівії у 1994 році.
Всього було випущено 9860 штук. Таким чином, «Сейбр» був наймасовішим західним реактивним літаком.

## Виробництво
- NAA — 6297 F-86, 1115 FJ
- Canadair[en] — 1815
- Mitsubishi — 300;
- Fiat — 221
- Commonwealth Aircraft Corporation[en] — 112

У період з 1949 по 1956 було вироблено близько 7600 винищувачів такого типу.
Всього Sabre/Fury (морський варіант) — 9860 літаків.

## Модифікації
- F-86A — перша серійна модифікація, виготовлявся у наступних варіантах:
  - F-86A-1 — двигун General Electric J47-GE-1, виготовлено 33 одиниці[1].
  - F-86A-5 — двигуни General Electric J47-GE-1, J47-GE-7, J47-GE-13, козирок фонаря з бронескла, вузли підвіски під крилами, обігрівач відсіку озброєння, ліквідовані автоматичні створки викиду гильз. Під час експлуатації приціл Мк.18 замінявся на приціл А-1СМ, пов'язаний з радіолокаційним далекоміром. Виготовлена 521 одиниця[1].
  - F-86A-6 — радіолокаційний далекомір AN/APG-5C[2].
  - F-86A-7 — радіолокаційний далекомір AN/APG-30[3].

## Оператори

Мапа операторів F-86

- Австралія — 112 CAC CA-27 (F-86F)[4].
- Аргентина — 28 F-86F у 1961 р.[5].
- Бельгія — 5 F-86F у 1955 р.[5].
- Болівія — 9 колишніх венесуельських F-86F у 1973 р., на озброєнні до 1993 р.[6].
- Велика Британія — 431 одиниця: 3 CL-13 Sabre Mk.2 (F-86E-1), 428 CL-13 Sabre Mk.4 (F-86E-10)[7].
- Венесуела — 31 F-86D у 195—1960 рр.[8].
- Німеччина — 418 одиниць: 88 F-86K у 1957—1958 рр., 75 CL-13 Sabre Mk.5, 255 CL-13 Sabre Mk.6[9].
- Греція — 50 F-86D у 1958 р.[5].
- Данія — 50 F-86D у 1958 р.[5].
- Ефіопія — 25 F-86D у 1960 р.[5].
- Індонезія — 18 колишніх австралійських CA-27 у 1973 р.[4].
- Ірак — 5 F-86F у 1958 р.[5].
- Іспанія — 270 F-86F у 1955—1958 р.[5].
- Італія — 63 F-86K[8].
- Канада — 954 одиниці: 1 CL-13 Sabre Mk.1 (F-86A-5), 287 CL-13 Sabre Mk.2 (F-86E-1), 1 CL-13 Sabre Mk.3 (F-86E), 10 CL-13 Sabre Mk.4 (F-86E-10), 295 CL-13 Sabre Mk.5 (F-86F), 360 CL-13 Sabre Mk.6 (F-86F-40)[7].
- Колумбія — 6 CL-13 Sabre Mk.6[4].
- Малайзія — 23 колишніх австралійських CA-27 (18 у 1969 р., 5 у 1976 р.)[4].
- Нідерланди — 65 F-86K у 1955—1956 рр.[8].
- Норвегія — 179 одиниць: 64 F-86K у 1955—1956 рр., 115 F-86F у 1957—1961 рр.[10].
- Південна Корея — 152 одиниці: 40 F-86D, 112 F-86F у 1955—1958 рр.[5]
- Південно-Африканська Республіка — 34 CL-13 Sabre Mk.6[4].
- Пакистан — 120 F-86F у 1956—1958 рр.[8].
- Перу — 26 F-86F у 1955 р.[8].
- Португалія — 50 F-86D у 1958 р.[8].
- Республіка Китай — 18 F-86D[5].
- Таїланд — 40 F-86D у 1961—1962 рр.[8].
- Туреччина — 62 одиниці: 12 F-86F у 1958 р., 50 F-86D у 1959 р.[5].
- Саудівська Аравія — 16 F-86F у 1958 р.[5].
- Філіппіни — 60 одиниць: 40 F-86D у 1957—1959 рр., 20 F-86D у 1958 р.[10].
- Франція — 60 F-86K у 1956 р.[8].
- Югославія — 130 F-86D у 1961 р.[5].
- Японія — 530 одиниць: 180 F-86F у 1955—1961 рр., 300 F-86F вироблено в Японії за ліцензією, 50 F-86D у 1959 р.[5].